# Az Apokalipszis lovasai

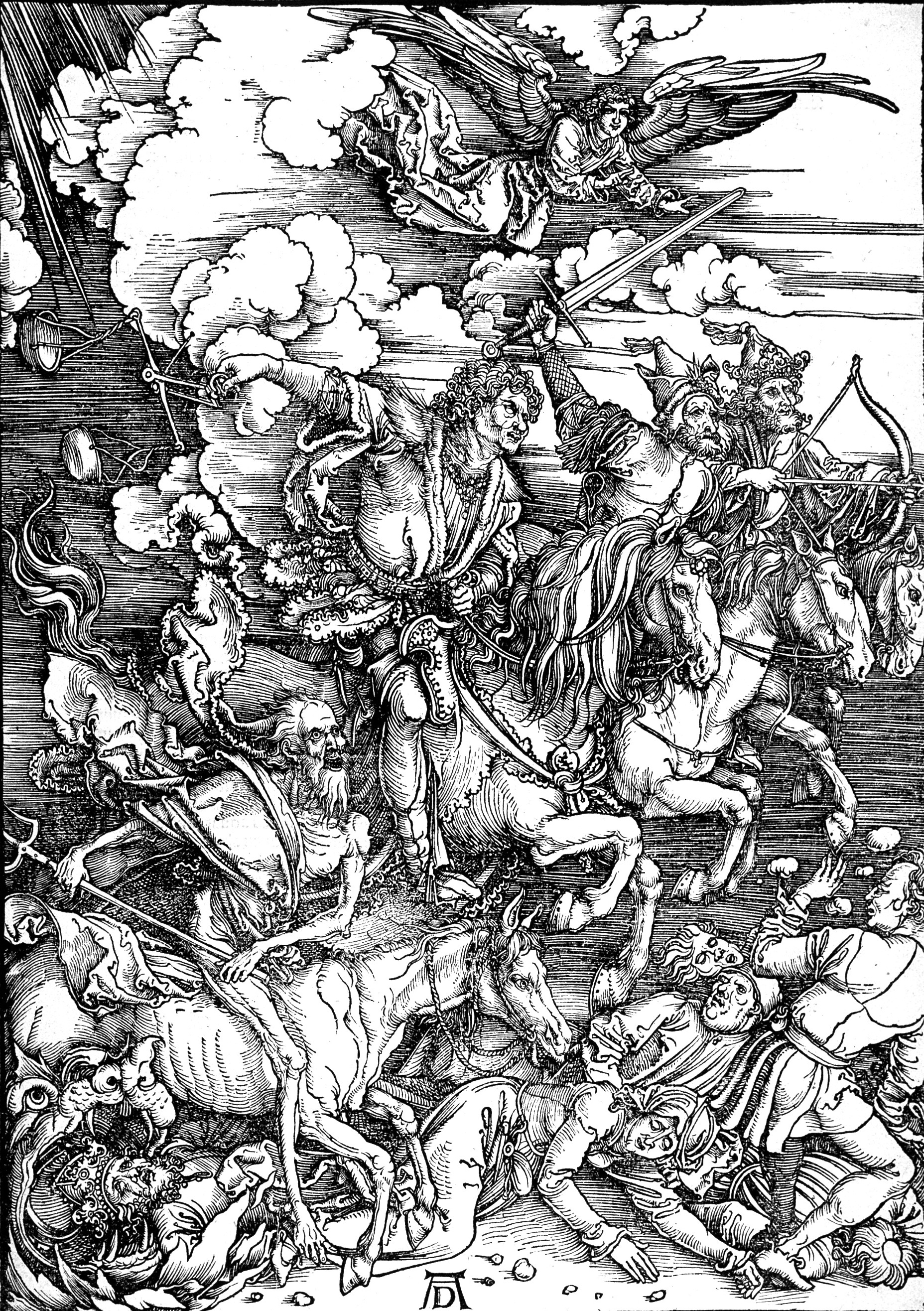
Albrecht Dürer: Az Apokalipszis négy lovasa

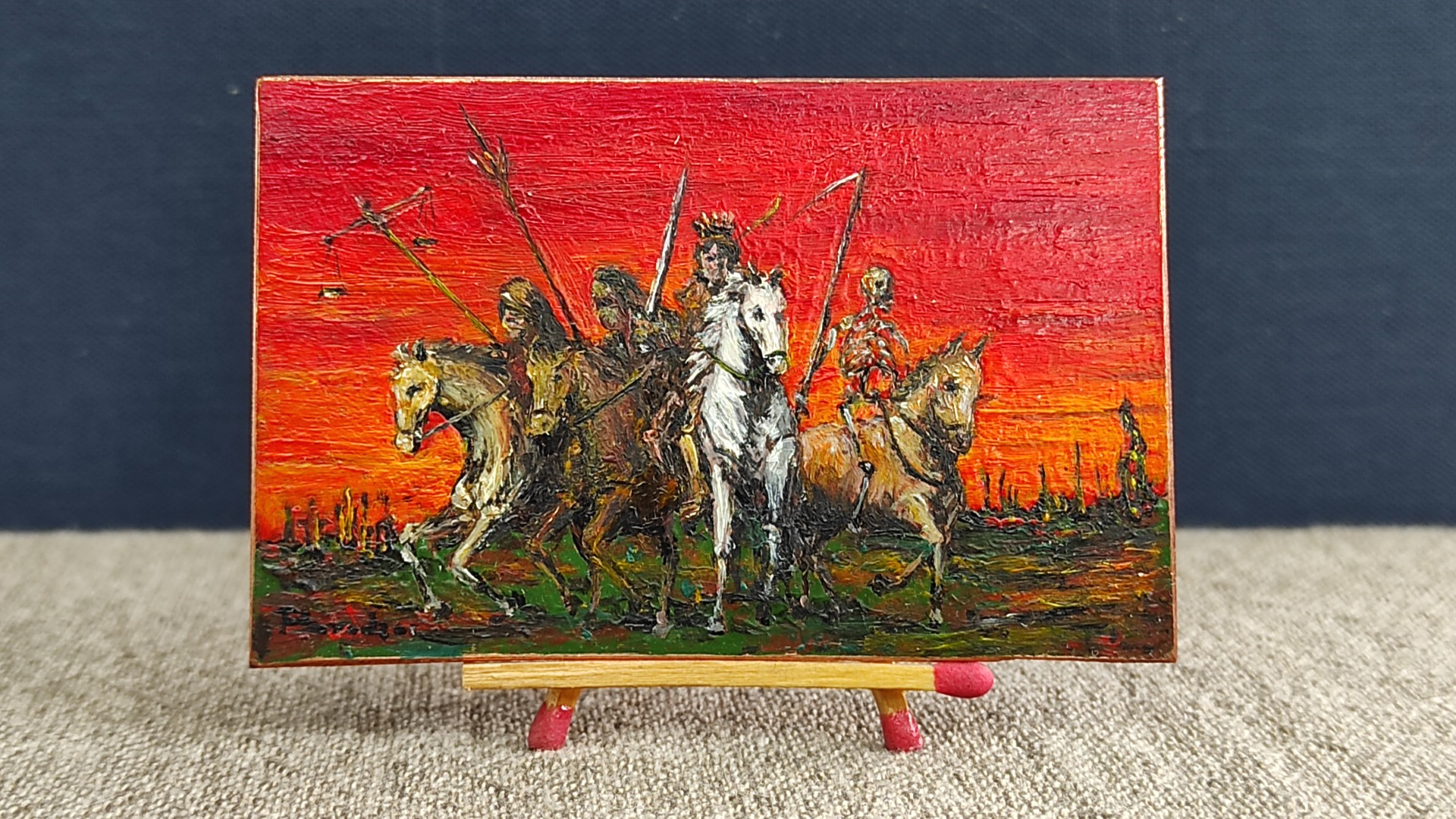
Paweł Brodzisz, Az Apokalipszis négy lovasa, 2025

Az Apokalipszis lovasai, más néven Az Apokalipszis négy lovasa a végítélet egyik előjeleként szerepel a bibliai Jelenések könyvében. A középkorban a kereszténység egyik fontos apokaliptikus motívuma.

## Általánosan
A Négy lovas a Háború, a Betegség, az Éhínség és a Halál megtestesítői. A Jelenések könyvében a hét pecsét feltörésekor az első négyben jelennek meg.

## Eredetük
Eredetüket sokféleképpen magyarázzák. Bár már korábban is "léteztek", az első ismert személy, aki írt róluk, János, a Jelenések könyve szerzője. A kép értelmezése és megítélése, hasonlóan az egész könyvéhez, megosztott. Egyesek szó szerinti látomásnak és próféciának hiszik, míg mások szerint a Jelenések könyve csupán János korának "kalauza", amely reményt önt az akkoriban üldözött keresztények szívébe. 

## A Négy lovas megjelenése a kultúrában
A Négy lovas gyakori szereplője irodalmi műveknek, játékfilmeknek és tévésorozatoknak is. Így például megjelennek a Bűbájos boszorkákban, Good Omens, az Odaátban, ahol Lucifer, a bukott angyal magához láncolta őket, és nem Isten, hanem az ő parancsát követték. Benne volt a Hegylakóban (1986) is, ahol a nevük Methos, Kronos, Silas és Caspian.  Három lovas, a Háború, Halál és Harag főszereplésével jelent meg a Darksiders c. számítógépes játék első, második és harmadik részében. A Chilling adventures of Sabrina c. sorozatban a Halál lovasa jelenik meg.
Két lovas, a Halál és a Háború, jelenik meg az Álmosvölgy legendája című sorozatban is ahol az ördög (Moloh) rendelkezik afelett, hogy kinek adja az egyes lovasok képességeit.
A Metallica zenekar 1983-ban megjelent Kill ’Em All című lemezén a második szám, a Judas Priest zenekar Nostradamus albumának harmadik, a Chelsea Grin Self Inflicted című albumán is megtalálható, valamint az Apey & the Pea zenekar Devil's Nectar albumának negyedik dala is a The Four Horseman címet viseli. A görög Aphrodite's Child együttes 1972-ben adta ki a The Four Horsemen című dalát.